# Liste der Ständigen Vertreter Deutschlands bei den Vereinten Nationen in Wien
Die Liste der deutschen Botschafter bei den Vereinten Nationen in Wien enthält alle Botschafter der Bundesrepublik Deutschland bei den Vereinten Nationen in Wien in der so genannten UNO-City. Neben den Vereinten Nationen in Wien (kurz UNOV) bestehen auch Kontakte zu folgenden weiteren Organisationen und Abteilungen: 
- IAEO - Internationale Atomenergie-Organisation
- UNODC - Büro der Vereinten Nationen für Drogen- und Verbrechensbekämpfung
- UNIDO - Organisation der Vereinten Nationen für industrielle Entwicklung
- CTBTO - Organisation des Vertrags über das umfassende Verbot von Nuklearversuchen
- OOSA - Büro der Vereinten Nationen für Weltraumfragen
- UNCITRAL - Kommission der Vereinten Nationen für internationales Handelsrecht
- NSG und Zangger-Ausschuss
- OPEC
- Sekretariat für das Wassenaar-Abkommen für Exportkontrollen von konventionellen Waffen und doppelverwendungsfähigen Gütern und Technologien
- Sekretariat für das Übereinkommen über das öffentliche Beschaffungswesen (GPA)
- Für das UNHCR, dem Flüchtlingskommissariat der Vereinten Nationen, besteht in Wien neben Berlin ein deutsches Büro, während sich der Hauptsitz in Genf befindet.

| Name                | Bild           | Amtszeit       | Anmerkungen    |
| BR Deutschland      | BR Deutschland | BR Deutschland | BR Deutschland |
| ------------------- | -------------- | -------------- | -------------- |
| Herbert Honsowitz   |                | 2002–2006      |                |
| Peter Gottwald      |                | 2006–2008      |                |
| Rüdiger Lüdeking    |                | 2008–2012      |                |
| Max Scharinger      |                | 2012–2015      |                |
| Friedrich Däuble    |                | 2015–2018      |                |
| Gerhard Küntzle     |                | 2018–2021      |                |
| Götz Schmidt-Bremme |                | 2021–2024      |                |
| Rüdiger Bohn        |                | seit 2024      |                |